# زیتا کاباتووا
زیتا کاباتووا (چکی: Zita Kabátová؛ ۲۷ آوریل ۱۹۱۳ – ۲۷ مهٔ ۲۰۱۲) بازیگر اهل جمهوری چک بود.
از فیلم‌ها یا برنامه‌های تلویزیونی که وی در آن نقش داشته است، می‌توان به گوی آذرخش اشاره کرد.